# Viktor Waltl
Viktor Waltl (* 20. April 1859 in Hüttenberg (Kärnten); † 3. April 1928 in Leoben) war ein österreichischer Bergbauingenieur. Von 1890 bis 1928 war er Professor für Bergbaukunde an der Montanuniversität Leoben.

## Leben
Waltl erhielt seine Matura an der Staats-Oberrealschule Klagenfurt. Er studierte von 1878 bis 1882 an der Bergakademie Leoben Berg- und Hüttenwesen. Nach seinem Studium begann er ein Praktikum als Bergeleve im Erzbergbau Příbram. 1884 wurde er Bergeleve im Erzbergbau Raibl, wo er nach zwei Jahren als Bergmeister übernommen wurde.
Waltl begann seine akademische Laufbahn in Leoben im September 1890 zunächst als Adjunkt bei Professor Franz Rochelt an der Lehrkanzel für Bergbaukunde, Aufbereitungslehre und Markscheidekunde. 1898 wurde ihm der Titel ao. Professor verliehen und im Jahr darauf trat er die Nachfolge von Rochelt an. Als Inhaber der Lehrkanzel gab er 1904 das Fachgebiet Markscheidekunde an eine neu errichtete Lehrkanzel für Geodäsie und Markscheidekunde ab. 1910 reformierte er den Studiengang Bergbaukunde und Hüttenwesen, indem er zu den Vorlesungen praktische Übungen einführte. Unter Waltl erreichten die Hörerzahlen in den Bergbaufächern in den Jahren nach dem Ersten Weltkrieg mit mehr als 400 Studenten einen Höchststand. In den Studienjahren 1905/06 und 1906/07 war er Rektor der Montanuniversität Leoben. Er starb, noch im aktiven Dienst, 1928 an einer Lungenentzündung.

## Wissenschaftliche Leistungen
Waltls wissenschaftliche Interessen waren vielseitig. Er lieferte wichtige Beiträge zu Gewinnungsmethoden und Mechanisierung im Kohlebergbau und bei der Aufbereitung. Zum Taschenbuch der Bergmänner (1. Aufl. Leoben 1897, 2. Aufl. Leoben 1903, 3. Aufl. Leoben 1911; Hrsg. Hans Höfer) steuerte er die meisten Kapitel zur Bergbaukunde und das Kapitel zum Markscheidewesen bei.

## Auszeichnungen
- 1918 Kriegskreuz für Zivilverdienste, 2. Klasse
- 1919 Hofrat